# Michel Fourré-Cormeray
Michel Fourré-Cormeray est un haut fonctionnaire français né le 25 mai 1910 à Angers (Maine-et-Loire) et mort le 22 mars 1965 à Paris 16e. Il fut à le premier directeur du Centre national de la cinématographie.

## Biographie
Michel Fourré-Cormeray, docteur en droit, commence sa carrière comme auditeur à la Cour des comptes dans les années 1930. Lorsqu'éclate la Seconde Guerre mondiale, il entre dans la Résistance et fait notamment partie du réseau Shelburn. Emprisonné puis libéré, proche de Michel Debré familier de l'Anjou lui aussi, il est nommé en 1944 préfet de Maine-et-Loire. En 1945, il devient « directeur général de la cinématographie », puis, en 1946, directeur du tout nouveau Centre national de la cinématographie, poste qu'il occupe pendant sept ans. Il fait ensuite un retour à la Cour des comptes où il est conseiller référendaire. Il est membre du jury du Festival de Cannes 1954, et en 1959 il est nommé une nouvelle fois à la tête du CNC, poste qu'il occupe jusqu'à sa mort en mars 1965.
Michel Fourré-Cormeray était marié à l'actrice Sirena Adgemova.
Il était commandeur de la Légion d'honneur.

## Distinctions
- Commandeur de la Légion d'honneur en 1962, officier en 1953, chevalier en 1946

## Publications
- L'Équilibre budgétaire en Grande-Bretagne, Librairie technique et économique, 1936
- L'Évolution des finances publiques en Grande-Bretagne depuis 1930, Librairie technique et économique, 1936